# Vapi INA
Vapi INA è una città dell'India di 23.845 abitanti, situata nel distretto di Valsad, nello stato federato del Gujarat. In base al numero di abitanti la città rientra nella classe III (da 20.000 a 49.999 persone).

## Società

### Evoluzione demografica
Al censimento del 2001 la popolazione di Vapi INA assommava a 23.845 persone, delle quali 13.141 maschi e 10.704 femmine. I bambini di età inferiore o uguale ai sei anni assommavano a 3.070, dei quali 1.661 maschi e 1.409 femmine. Infine, coloro che erano in grado di saper almeno leggere e scrivere erano 19.212, dei quali 10.927 maschi e 8.285 femmine.